# ミネトンカ湖
ミネトンカ湖（Lake Minnetonka）はアメリカ合衆国ミネソタ州ミネアポリス西郊（ヘネピン郡・カーヴァー郡）にある湖。面積は59km2あり、湖岸線は複雑に入り組み多数の湾を形成している。東側のミネハハ・クリーク川で流出し、ミネハハ滝を通ってミシシッピ川に合流する。
ミネアポリス・セントポール都市圏では最大の湖で代表的観光地である。東端部にはミネトンカ市がある。ミネトンカという名前は先住民のダコタ語で「大きな水」の意味といわれ、1852年に命名された。数年後にロングフェローが叙事詩『ハイアワサの歌』でこの地方を描いたことで有名になった（彼自身は来ていないが、ミネアポリスのミネハハ公園内に記念館がある）。19世紀から20世紀始めにかけて汽船や鉄道が開設されリゾートとして開発が進んだ。歌曲『ミネトンカの湖畔で（By the Waters of Minnetonka）』でも有名。